# Patricia McPherson

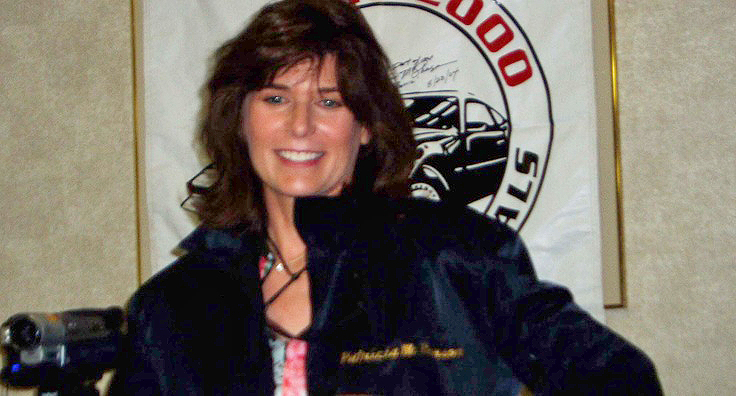
Patricia McPherson (2004)

Patricia McPherson (* 27. November 1954 in Oak Harbor, Washington) ist eine US-amerikanische Schauspielerin und Fotomodell.

## Leben und Karriere
McPherson wuchs in Washington als Tochter eines Navy-Offiziers auf und verbrachte viele Jahre in Frankreich, während ihr Vater dort stationiert war. Später studierte sie Marketing an den Universitäten von Florida und Kalifornien, ehe sie als Fotomodell entdeckt wurde; zur Sicherung ihres Lebensunterhalts arbeitete sie zu dieser Zeit als Grafikerin bei einer Zeitschrift.
1982 bekam McPherson die „Rolle ihres Lebens“ angeboten, mit der sie einem breiten Publikum bekannt wurde. Sie verkörperte in der Actionserie Knight Rider die Wissenschaftlerin Dr. Bonnie Barstow – die Chefmechanikerin des Wunderautos K.I.T.T.
Im Jahr 1991 zog sich McPherson weitestgehend aus dem Filmgeschäft zurück und widmet sich seither dem Umweltschutz. Seit 2003 kämpft sie um den Schutz der Ballona Wetlands in Südkalifornien.
McPherson ist mit James Garrett verheiratet.

## Filmografie (Auswahl)
- 1978: Libra (Kurzfilm)
- 1980: Der lange Tod des Stuntmans Cameron (The Stunt Man)
- 1981: The Tragedy of Othello, the Moor of Venice
- 1982–1986: Knight Rider (Fernsehserie, 62 Episoden)
- 1984: Concrete Beat (Fernsehfilm)
- 1985: Alarmstufe 1 (Prime Risk)
- 1986: Der Mann vom anderen Stern (Starman, Fernsehserie, Episode 1x03 Fatal Flow)
- 1986: MacGyver (Fernsehserie, Episode 2x06 Jack of Lies)
- 1987: Der Denver-Clan (Dynasty, Fernsehserie, Episode 8x08 The Testing)
- 1988: Raumschiff Enterprise – Das nächste Jahrhundert (Star Trek: The Next Generation, Fernsehserie, Episode 1x14 Planet Angel One)
- 1990: Aftershock
- 1990: Mord ist ihr Hobby (Murder, She Wrote, Fernsehserie, Episode 7x06 A Body to Die For)
- 1991: Matlock (Fernsehserie, zwei Episoden)
- 2009: Warehouse 13 (Fernsehserie, Episode Breakdown)